# Раду Беліган
Раду Беліґан (рум. Radu Beligan, 14 грудня 1918, Галбень (нині жудець Бакеу, Румунія — 20 липня 2016, Бухарест) — румунський театральний і громадський діяч, актор театру, кіно і телебачення, режисер, педагог, професор Інституту театру і кіно в Бухаресті (1950—1965). Почесний член Румунської академії (2004). Народний артист Румунії.
У грудні 2013 внесено до Книги рекордів Гіннеса, як «найстарший активний театральний актор» на планеті.

## Життєпис
Раду Беліґан народився у селі Галбень комунна Філіпешть повіту Бакеу. Син румуна і гречанки. У 1937—1938 вивчав право у Бухарестському університеті. Закінчив Королівську академію музики і драматичного мистецтва (нині Бухарестська консерваторія), учень Люсії Струджа-Буланда і письменника Ежена Йонеско.
Виступав у аматорських виставах. У 1938 був прийнятий в Робочий театр, потім — у Національний театр в Бухаресті. З 1939 працював у театрі і знімався у кіно. В кінці 1940-х — режисер театру в Бакеу.
Дебютував у головній ролі Ріке Вентуріано в комедії Жана Георгеску «Бурхлива ніч» (1943). На кіноекрані Беліґан виконував ролі лірико-комедійного плану.
Засновник Театру комедії у Бухаресті, де був директором в 1961—1969. У 1968—1990 керував Національним театром ім. Караджале. У 1969-1989 — член Центрального комітету Комуністичної партії Румунії, в 1961—1975 — депутат Великих Національних Зборів Румунії.
Голова (1971), а потім довічний Почесний президент Міжнародного інституту театру (1977). Член Академії Le Muse (Флоренція).
На театральній сцені створив ряд незабутніх образів класичного і сучасного репертуару. Виступав в спектаклях класиків румунської і світової драматургії: Йона Караджале, Камила Петреску, Михаїла Себастьяна, Аурела Баранґи, Шекспіра, Карло Гольдоні, Гоголя, Чехова, Шоу, Горького, Камю, Ежен Йонеско, Жана Ануй, Фрідріха Дюрренматта, Едварда Олбі, Пітера Шеффера , Патріка Зюскінда, Ніла Саймона, Умберто Еко.
Як театральний режисер Беліґан поставив «Егоїста» Жана Ануя, «Зниклу грамоту» Караджале, «Доктора мимоволі» Мольєра, «Незнайомців в ночі» Еріка Ассу.
У сезоні 2007—2008 грав у виставі Національного театру«Take, Ianke şi Cadâr Egoistul».

## Нагороди
- Румунський орден за заслуги в культурі (1967) I ступеня.
- Орден Югославської прапора з золотою зіркою на намисто.
- Офіцер Ордена Почесного легіону (2002).
- Заслужений артист СРР (1953).
- Народний артист СРР (1962).
- Премія Румунської Академії (1997).
- Премія Ежена Йонеско (1999).
- Doctor Honoris Causa Національного університету театру і кіно "І. Л. Караджале "(Бухарест)
- Doctor Honoris Causa Університету Danubis (Констанца).
- Doctor Honoris Causa Академії мистецтв «Джордже Енеску»
- Почесний громадянин міст Ясси і Бакеу.

У 2006 році Пошта Румунії випустила марку з його зображенням.
На бухарестській Алеї Слави відкрита зірка актора Раду Беліґана (2011).